# Panagrellus dubius
Panagrellus dubius är en rundmaskart. Panagrellus dubius ingår i släktet Panagrellus och familjen Panagrolaimidae. Inga underarter finns listade i Catalogue of Life.